# 2017年雅加达法律援助机构骚乱
2017年雅加达法律援助机构骚乱是一场2017年发生于印度尼西亚雅加达的社会骚乱事件。因听信“该会正举办讨论1965年印尼反共大屠杀的研讨会”的网络谣言，大批民众于17日晚上9时包围了非政府组织“印尼法律援助机构基金会”（YLBHI）和“法律援助机构”（LBH）的办公室，示威者与维护秩序的警察发生冲突，多名警察受伤。骚乱自2017年9月17日晚持续到9月18日早晨，警方共逮捕了22名涉嫌破坏公共设施和车辆的示威人士。
雅加达美都查雅警区区长伊丹（Idham Azis）表示，该非政府机构并未举办有关印尼共产党的活动。